# Фишер-Дискау, Дитрих
Ди́трих Фи́шер-Ди́скау (нем. Dietrich Fischer-Dieskau; 28 мая 1925, Берлин — 18 мая 2012, Берг; похоронен в Берлине) — немецкий оперный и камерный певец (баритон).  Каммерзенгер Баварской и Берлинской государственной оперы.

## Биография
Дитрих Фишер-Дискау родился в Берлине в семье с давними музыкальными традициями и с детских лет решил посвятить себя музыке. Пробовал себя в качестве певца, пианиста и дирижёра. В 11 лет блестяще выступил на конкурсе дирижёров-любителей. Его привлекала и музыкальная наука. К окончанию школы он подготовил солидное сочинение о баховской кантате «Музыкальная драма. Состязание Феба и Пана».
Верх взяла любовь к пению. Фишер-Дискау поступает учиться на вокальное отделение Высшей музыкальной школы в Берлине.
Началась Вторая мировая война и его забрали в армию; после нескольких месяцев подготовки отправили на фронт.
Воевал в Италии, где в 1945 близ Римини попал в плен к американцам. Пробыл в плену до 1946. Именно в плену состоялся артистический дебют Дитриха Фишера-Дискау. Однажды ему на глаза попались ноты шубертовского цикла «Прекрасная мельничиха». Он быстро выучил цикл и вскоре выступил перед пленными на самодельной эстраде.
По возвращении из плена в 1947—1948 годах учился в Берлинской Высшей школе музыки у Хермана Вайссенборна. Дебютировал в 1947 году, заменив заболевшего солиста в «Немецком Реквиеме» Брамса. В 1948 стал членом труппы Берлинской городской оперы. Гастролировал с 1949 года. Был постоянным участником крупных фестивалей (Эдинбург — с 1952, Байрёйт — с 1954, Зальцбург — с 1956). Выступал в Немецкой опере (Берлин), Баварской опере, Венской опере, в Ковент-Гардене, Карнеги-холле и т. д.
Дитрих Фишер-Дискау участвовал в премьерах произведений композиторов Ханса Вернера Хенце, Винфрида Циллига, Готфрида фон Эйнема, Ариберта Раймана. Певец сотрудничал с такими дирижёрами, как Вильгельм Фуртвенглер, Герберт фон Караян, Карл Бём, Георг Шолти, Отто Клемперер и многими другими, осуществил огромное количество записей. Его обширный репертуар включал в себя партии в операх разных композиторов, песни, произведения кантатно-ораториального жанра, много редко исполняемых произведений.
Последний концерт Дитриха Фишера-Дискау состоялся в 1992 году. Уделял большое внимание преподаванию, дирижированию[уточнить], литературной деятельности[уточнить].
В 1980 году Фишер-Дискау удостоен Премии Эрнста Сименса — одной из самых престижных мировых музыкальных наград. В 1987 году ему была присуждена Премия Роберта Шумана за вклад в исполнение произведений Роберта Шумана.
Введён в Зал славы журнала Gramophone.
В 1949 году Фишер-Дискау женился на виолончелистке Ирмгард Поппен, которая умерла в 1963 году при родах третьего сына. В 1965—1967 годах Фишер-Дискау состоял в браке с актрисой Рут Лойверик, затем в 1968—1975 годах — с Кристиной Пугель-Шуле, дочерью американского музыкального педагога. В 1977 году Дитрих Фишер-Дискау женился на певице Юлии Варади.

## Аудиозаписи
- 1956 — «Орфей и Эвридика» Кристофа Виллибальда Глюка (Орфей), дир. Ференц Фричай.

## Список публикаций Д. Фишера-Дискау
- Nachklang. Ansichten und Erinnerungen. Stuttgart: DVA, 1987 (На русском языке: Фишер-Дискау Д. Отзвуки былого: Размышления и воспоминания. — М.: Музыка, 1991)
- Auf den Spuren der Schubert-Lieder. Werden, Wesen, Wirkung. Wiesbaden: Brockhaus, 1971
- Wagner und Nietzsche. Der Mystagoge und sein Abtrünniger. Stuttgart: DVA, 1974
- Robert Schumann. Wort und Musik. Stuttgart: DVA, 1981
- Töne sprechen, Worte klingen. Zur Geschichte und Interpretation des Gesangs. Stuttgart: DVA und München: Piper, 1985
- Wenn Musik der Liebe Nahrung ist. Künstlerschicksale im 19. Jahrhundert. Stuttgart: DVA, 1990. ISBN 3-421-06571-3
- Weil nicht alle Blütenträume reiften. Joh. Friedr. Reichardt. Hofkapellmeister dreier Preußenkönige. Stuttgart: DVA, 1992
- Fern die Klage des Fauns. Claude Debussy und seine Welt. Stuttgart: DVA, 1993. ISBN 3-421-06651-5
- Le destin. In: Novelle revue de psychoanalyse, Herbst 1984
- Eine spröde Geliebte. In: 750 Jahre Berlin. Anmerkungen, Erinnerungen, Betrachtungen. Hrsg. von Eberhard Diepgen. Berlin: Nicolai, 1987
- Töne sprachen. Ein Anfang in Berlin 1993. In: Berliner Lektionen. Gütersloh: Bertelsmann, 1994
- Schubert und seine Lieder. Stuttgart: DVA 1996, Taschenbuch 1999. ISBN 3-458-34219-2
- Carl Friedrich Zelter und das Berliner Musikleben seiner Zeit. Eine Biographie. Berlin: Nicolai, 1997
- Eduard Mörike. Der Nacht ins Ohr. Gedichte von Eduard Mörike. Vertonungen von Hugo Wolf. Ein Lesebuch von Dietrich Fischer-Dieskau. München: Hanser, 1998. ISBN 3-446-19524-6